# Sena Saint-Denis
Sena Saint-Denis (93) (Seine-Saint-Denis en francès) és un departament francès situat a la regió d'Illa de França.

## Història
El departament de Sena Saint-Denis va ser creat l'1 de gener de 1968, en aplicació de la llei de 10 de juliol de 1964, a partir de municipis pertanyents als antics departaments del Sena (24 municipis) i Sena i Oise (16 municipis).

## Geografia
Sena Saint-Denis es troba al nord-est de la ciutat de París. Limita amb els departaments de Val-d'Oise, Sena i Marne, Alts del Sena, Val-de-Marne i París. Els seus 236 km² el converteixen en un dels departaments més petits de França.
Els departaments dels Alts del Sena, Sena-Saint-Denis i Val-de-Marne formen l'anomenada petite couronne de París, que és com es coneix l'àrea metropolitana més propera a la capital de França.

## Economia
Malgrat una elevada taxa d'atur, deguda en part a un nivell educatiu de la població més baix que als departaments veïns i a la crisi industrial dels anys setanta, Sena Saint-Denis roman encara un departament dinàmic.
El departament disposa de dos grans pols econòmics:
- la zona aeroportuària de Roissy (a cavall de tres departaments)
- la zona de la Plaine de France

La fàbrica de Peugeot-Citroën a Aulnay-sous-Bois és la factoria més important del territori. Així mateix, hi destaquen altres sectors, com ara el comerç del tèxtil i la indústria cinematogràfica i de la imatge.

## Demografia
Sena Saint-Denis és el departament francès que compta amb més ciutadans immigrants o descendents d'immigrants.
La mortalitat infantil és la més alta de tota la França Europea amb una taxa de 5,7‰.

## Política
L'any 2004, fou elegit com a president del Consell General de Sena Saint-Denis el comunista Hervé Bramy, amb el suport dels consellers generals de tots els partits d'esquerra presents a l'assemblea departamental.
Sena Saint-Denis és un dels departaments que històricament han format el cinturó roig de París. És un feu històric de l'esquerra, i en particular del Partit Comunista Francès, que controla els ajuntaments de les principals ciutats: Saint-Denis, Aubervilliers, Bobigny i La Courneuve.
Les principals atribucions del Consell General són votar el pressupost del departament i escollir d'entre els seus membres una comissió permanent, formada per un president i diversos vicepresidents, que serà l'executiu del departament. Actualment, la composició política d'aquesta assemblea és la següent:
- Partit Comunista Francès (PCF): 13 consellers generals
- Partit Socialista (PS): 13 consellers generals
- Unió per un Moviment Popular (UMP) : 8 consellers generals
- Els Verds: 1 conseller general
- Moviment Republicà i Ciutadà (MRC): 1 conseller general
- No-adscrits de dreta: 1 conseller general
- Unió per a la Democràcia Francesa (UDF): 1 conseller general
- Apparentés al PCF: 1 conseller general
- Apparentés als Verds: 1 conseller general